# Monte Maloney
Il Monte Maloney (in lingua inglese: Mount Maloney) è una montagna antartica, alta 1.990 m, situata sul fianco sudorientale del Ghiacciaio Bowman, 4 km a nord del Monte Alice Gade, nei Monti della Regina Maud, in Antartide.
Fu scoperto e mappato nel corso della prima spedizione antartica (1928-30) dell'esploratore polare statunitense Byrd.
La denominazione fu assegnata nel 1967 dall'Advisory Committee on Antarctic Names (US-ACAN) in onore di John H. Maloney, Jr., meteorologo presso la Base Amundsen-Scott durante la sessione invernale del 1960.